# ليزلي كروكر سنايدر
ليزلي كروكر سنايدر (بالإنجليزية: Leslie Crocker Snyder)‏ هي قاضية ومحامية أمريكية، ولدت في 1942.